# Макі (Індіана)
Макі (англ. Mackey) — місто (англ. town) в США, в окрузі Ґібсон штату Індіана. Населення — 131 особа (2020).

## Географія
Макі розташоване за координатами 38°15′3″ пн. ш. 87°23′28″ зх. д. / 38.25083° пн. ш. 87.39111° зх. д. (38.250888, -87.391135).  За даними Бюро перепису населення США в 2010 році місто мало площу 0,22 км², уся площа — суходіл.

## Демографія
Згідно з переписом 2010 року, у місті мешкало 106 осіб у 45 домогосподарствах у складі 28 родин. Густота населення становила 474 особи/км².  Було 50 помешкань (224/км²).
Расовий склад населення:
| - 98,1 % — білих |

До двох чи більше рас належало 1,9 %. Частка іспаномовних становила 0,0 % від усіх жителів.
За віковим діапазоном населення розподілялося таким чином: 19,8 % — особи молодші 18 років, 66,0 % — особи у віці 18—64 років, 14,2 % — особи у віці 65 років та старші. Медіана віку мешканця становила 37,5 року. На 100 осіб жіночої статі у місті припадало 103,8 чоловіків;  на 100 жінок у віці від 18 років та старших — 107,3 чоловіків також старших 18 років.
За межею бідності перебувало 42,4 % осіб, у тому числі 29,4 % дітей у віці до 18 років та 8,3 % осіб у віці 65 років та старших.
Цивільне працевлаштоване населення становило 35 осіб. Основні галузі зайнятості: освіта, охорона здоров'я та соціальна допомога — 22,9 %, роздрібна торгівля — 14,3 %, мистецтво, розваги та відпочинок — 14,3 %.